# آية المجالي
آية فيصل المجالي (9 مارس 1992)، لاعبة كرة قدم أردنية، تلعب في مركز الدفاع لنادي الأهلي السعودي والمنتخب الأردني للسيدات.

## مسيرتها الرياضية
بدأت مسيرتها الكروية في عام 2004 عندما إلتحقت بمراكز الامير علي للواعدين الذي كان يشرف عليه مجموعة من مدربين كرة القدم النسوية. وفي عام 2005 أبدى نادي شباب الاردن رغبته بضمها إلى صفوفه، وأحرزت مع النادي لقب الدوري في تلك السنة . وفي نفس العام تم اختيارها للمشاركة في المنتخب الأردني النسوي لكرة القدم وكانت أصغر لاعبة بالمنتخب والنادي آنذاك.
لعبت في نادي شباب الأردن منذ عام 2004 وفي المنتخب الوطني الأردني للسيدات. لعبت أكثر من 135 مباراة مع المنتخب الوطني الأردني لكرة القدم للسيدات وشاركت في عدد من البطولات مع المنتخب الوطني، وحققت العديد من الإنجازات على المستوى المحلي والعالمي. تعتبر آية المجالي من أبرز الاعبيين في هذه الرياضة حيث أحرزت مع المنتخب الوطني لقب بطولة غرب آسيا لأربعة أعوام ( 2007، 2012، 2014، 2019) ولقب بطولة العرب سنة 2010، كما شاركت في كأس آسيا للسيدات سنة 2014 و 2018.
أما على صعيد الأندية فقد أحرز فريق نادي شباب الأردن الذي تلعب معه لقب بطل الدوري الأردني للسيدات لعشرة أعوام من سنة ( 2005 - 2019) ، بالإضافة إلى لقب بطولة غرب آسيا الأولى للاندية التي أقيمت في العقبة سنة 2019.
أحترفت أيضا لمدة سنتين خارج الأردن مع أكاديمية النجوم للرياضة في لبنان من سنة (2013-2014)، ومع نادي الوحدة الإماراتي من سنة (2015-2016).

## الجوائز
- جائزة (أفضل اللاعبين في الأردن) - المركز الثالث - سنة 2013.
- جائزة (أفضل مدافع) في بطولة اتحاد غرب آسيا لكرة القدم سنة 2010.